# Huguan
Huguan léase Ju-Kuán (en chino:壶关县, pinyin:Húguān xiàn) es un condado bajo la administración directa de la ciudad-prefectura de Changzhi. Se ubica al sureste de la provincia de Shanxi , este de la República Popular China . Su área es de 1013 km² y su población total para 2010 fue +200 mil habitantes.

## Administración
El condado de Huguan se divide en 12 pueblos que se administran en 5 poblados y 7 villas.